# Осиновая Грива (Владимирская область)
Осиновая Грива — упразднённый посёлок в Вязниковском районе Владимирской области России.

## География
Урочище находится в северо-восточной части области, в зоне хвойно-широколиственных лесов, в пределах Волжско-Окского междуречья, на левом берегу ручья Осиновая Грива (бассейн реки Клязьмы), к югу от озера Нельша, на расстоянии примерно 20 километров (по прямой) к северу от города Вязники, административного центра района.

### Климат
Климат характеризуется как умеренно континентальный. Средняя температура воздуха самого холодного месяца (января) — −11,1 °C (абсолютный минимум — −48 °С), средняя максимальная температура воздуха (июля) — +23,3 °С (абсолютный максимум — +37 °С). Годовое количество атмосферных осадков составляет около 607 мм, из которых 413 мм выпадает в период с апреля по октябрь.

## История
На момент упразднения входил в состав Козловского сельсовета Вязниковского района. Упразднён решением облисполкома № 1086 от 22 сентября 1965 года как фактически не существующий.